# Metacognitie
Metacognitie is de kennis over de eigen kennis of het weten van het eigen weten. Metacognitie is een belangrijke vaardigheid van een efficiënte leervaardigheid. Als iemand beseft hoe hij/zij kennis opdoet, kan de persoon er zijn leerstrategie op richten.
Doorgaans onderscheidt men nog deelaspecten van de metacognitie:
- de zuivere kennis, inzicht in het (eigen) leerproces.
- het kunnen toepassen van deze kennis in de juiste leerprocedure.

Metacognitie is dus de studeerexpertise bij uitstek: studievaardigheid in de breedste zin van het woord.